# Пере Калдерс
Пере Калдерс (на испански: Pere Calders) е испански журналист, карикатурист и писател на произведения в жанра социална драма, фентъзи, биография и мемоари.

## Биография и творчество
Пере Калдерс, с рождено име Педро де Алкантара Калдес и Русиньол, е роден на 29 септември 1912 г. в Барселона, Испания, в семейството на писателя модернист Висенс Калдес и Тереза Ровиралта. Прекарва голяма част от детството си в провинцията, близо до Полиня. Учи в Барселона и 14-годишен пише първия си разказ, „Първият арлекин“, публикуван по-късно през 1936 г. Занимава се също и с рисуване и известно време работи като асистент на чешкия чертожник Карел Черни. През 1929 г. постъпва във Висшето училище за изящни изкуства в Барселона. На 20 години се включва в редакцията на „Търговски вестник“.
Прави литературния си дебют през 1933 г. с разказа „История за призраци или параклисът „Естрела“ във вестник „Днес“. Първата му книга, сборникът с разкази „Първият арлекин“, е издаден през 1936 г. Въпреки трудните времена, които Испания преживява по това време, с избухването на Гражданската война през 1936 г., той има голяма творческа активност и сътрудничи като писател или като художник в множество публикации на изденията в Барселона. Същата година е издаден и краткият му първи роман „Славата на д-р Ларен“.
През 1937 г. е включен в републиканската армия като техник-картограф. Последвалите събития му пречат да публикува други произведения в този период освен сборника „Ударни единици“ през 1938 г. за преживяванията му на фронта. След края на гражданската война е интерниран в концентрационен лагер, след което отива в изгнание първо във Франция, а после в Мексико. Там преживява трудна адаптация и работи заедно с други каталунски интелектуалци за развитието на каталунското съзнание и култура чрез основаването на списанието Lletres. През 1955 г. е издаден сборникът му с разкази „Хроники на скритата исти* 1976 O Princípio da Sabedoria
- 1979 Novel•la – тв сериал
- 1982 Puny clos – късометражен
- 1983 Un encargo original – тв сериал
- 1983 Antaviana – тв филм
- 1987 La veritat oculta
- 1987 13 x 13 – тв сериал
- 1997 Cròniques de la veritat oculta – тв сериална“ поличил наградата „Виктор Катала“, следвани от още два сборника: „Хората от горната долина“ (1957) и „Утре, в три сутринта“ (1959).[1]

На 10 декември 1962 г. семейство му се завръща в Барселона. През 1964 г. е издаден романът му „Сянката на агавето“, който получава наградата „Свети Георги“. През 1966 г. е издаден сборникът му „Военноморски патрул под мъглата“, с който се връща към собствиния си стил на разказ, а през 1967 г. е издаден краткия му роман „Неварес почива тук“, чието действие се развива в Мексико.
Авторът е известен преди всичко със своите разкази, които са получили много повече внимание от критиката и публиката, отколкото романите му. Те са описвани като хумористични, иронични, измислени и абсурдни и някои са в жанра на магическия реализъм. Произведенията му са удостоени с множество литературни награди.
През 1986 г. е удостоен с почетна награда за каталонската литература, през 1992 г. е удостоен с почетна докторска степен от Автономния университет в Барселона, а през 1993 г. получава Националната награда за журналистика.
Пере Калдерс умира след продължително боледуване на 21 юли 1994 г. в Барселона.

## Произведения

### Самостоятелни романи
- La glòria del doctor Larén (1936)[1]
- Gaeli i l'home Déu (1937)
- L'ombra de l'atzavara (1964)
- Ronda naval sota la boira (1966)
- Aquí descansa Nevares (1967)

незавършени романи публикувани посмъртно
- La ciutat cansada (2008)
- Sense anar tant lluny (2009)
- La marxa cap al mar (2009)
- L'amor de Joan (2009)

### Сборници
- El primer arlequí (1936)[1]
- Unitats de xoc (1938)
- Memòries especials (1942)
- La ratlla i el desig (1947)
- Cròniques de la veritat oculta (1955) – награда „Виктор Катала“[3]
- Gent de l'alta vall (1957)
- Demà a les tres de la matinada (1959)
- Invasió subtil i altres contes (1978)
- Antaviana, amb Dagoll Dagom (1979)
- Tot s'aprofita (1981)
Почти невъзможна любов, изд.: Профиздат, София (1989), прев. Мая Генова-Чорбаджийска
(преиздадена през 2021 г. като „Духът водач – Работа на Провидението“)
- Raspall (1981)
- El sabeu, aquell? (1991)
- De teves a meves: trenta-dos contes que acaben més o menys bé (1984)
- Els nens voladors (1984)
- Tres per cinc, quinze (1984)
- La cabra i altres narracions (1984)
- El desordre públic (1985)
- Un estrany al jardí (1985)
- El barret fort i altres inèdits (1987)
- Dibuixos de guerra. Kalders i Tísner (1991)
- L'honor a la deriva (1993)
- Mesures, alarmes i prodigis (1994) – награда на критиката
- La lluna a casa i altres contes (1995)

### Екранизации
- 1976 O Princípio da Sabedoria
- 1979 Novel•la – тв сериал
- 1982 Puny clos – късометражен
- 1983 Un encargo original – тв сериал
- 1983 Antaviana – тв филм
- 1987 La veritat oculta
- 1987 13 x 13 – тв сериал
- 1997 Cròniques de la veritat oculta – тв сериал